# Passage des Singes
Le passage des Singes est une voie du 4e arrondissement de Paris, en France.

## Situation et accès
Le passage des Singes est situé, quartier Saint-Gervais, dans le 4e arrondissement de Paris. Il débute au 43, rue Vieille-du-Temple et se termine au 6, rue des Guillemites.

## Origine du nom
Le nom de ce passage fait référence à la rue des Singes, absorbée en 1868 par la rue des Guillemites, et qui devait son nom à une propriété appelée la Maison aux Singes qui y était située,.

## Historique
Au début du XIXe siècle, le passage est ouvert entre la rue Vieille-du-Temple et la rue des Singes. Cette dernière rue, ouverte en 1250, est absorbée par la rue des Guillemites en 1868.